# 게마나이정
게마나이정(毛馬内町)은 아키타현 가즈노군에 있던 정이다.

## 역사
- 1889년 4월 1일 - 정촌제 시행에 의해 3촌의 구역으로 성립하였다.
- 1955년 3월 31일 - 니시키기촌과 합병해 도와다정이 성립하였다. 동일 게마나이정은 폐지되었다.
- 1972년 4월 1일 - 하나와정, 오사리자와정, 하치만타이촌과 합병해, 가즈노시가 성립하였다.

## 교통

### 도로
- 현도 모리오카게마나이 선(현:국도 제282호선)

현재는 구 정역에 도호쿠 자동차도의 도와다 나들목이 소재하지만, 당시는 미개통.